# Сигал, Франческа
Франческа Сигал (англ. Francesca Segal; род. 1980 года) — британская писательница и журналистка. Старшая дочь американского писателя и сценариста Эрика Сигала.

## Биография
Франческа Сигал родилась 1980 года в США в семье американского писателя и сценариста Эрика Сигала. После переезда семьи в Англию, выросла в еврейской общине на северо-западе Лондона, где она до сих пор проживает. Училась в Оксфордском университете (Сент-Хью-колледж). Как журналист печаталась в газетах Гардиан, Обсервер, Файнэншл Таймс, в журнале Вог (в британской и американской версии).

## Романы и другие
- «Невинные» (2012)
- «Неуклюжий век» (2017)
- «Материнский корабль» (2019), мемуары

## Премии и награды
- 2012 — Премия Коста, ежегодная награда Ассоциацией книготорговцев Великобритании.
- 2013 — Премия Бетти Траск, ежегодная награда Британского авторского общества за лучший дебютный роман.
- 2013 — Премия Сами Рора за еврейскую литературу.
- 2013 — Премия Гарольда У. Рибалов за дебют.